# Джордж Балдок
Джордж Балдок (англ. George Baldock, грец. Τζωρτζ Μπάλντοκ; 9 березня 1993 — 9 жовтня 2024) — англійський та грецький професіональний футболіст, правий захисник.

## Клубна кар'єра
Кар'єру гравця почав у клубі «Мілтон-Кінз Донз». В період з 2011 до 2012 виступав в складах клубів «Нортгемптон Таун», «Тамворт (футбольний клуб)» та ІБВ на правах оренди. 2015 року був орендований на сезон клубом «Оксфорд Юнайтед».
До складу «Шеффілд Юнайтед» приєднався 13 червня 2017, підписавши з клубом трирічний контракт.
29 травня 2024 року Джордж підписав трирічний контракт з клубом «Панатінаїкос».

## Виступи за збірну
2 червня 2022 року дебютував в офіційних матчах у складі національної збірної Греції.
Загалом протягом кар'єри в національній команді, провів у її формі 12 матчів.

## Смерть
9 жовтня 2024 року був знайдений мертвим у басейні свого будинку в Гліфаді. Його дружина в Англії не могла зв'язатися з ним протягом кількох годин. Причина його смерті невідома.